# 벌레

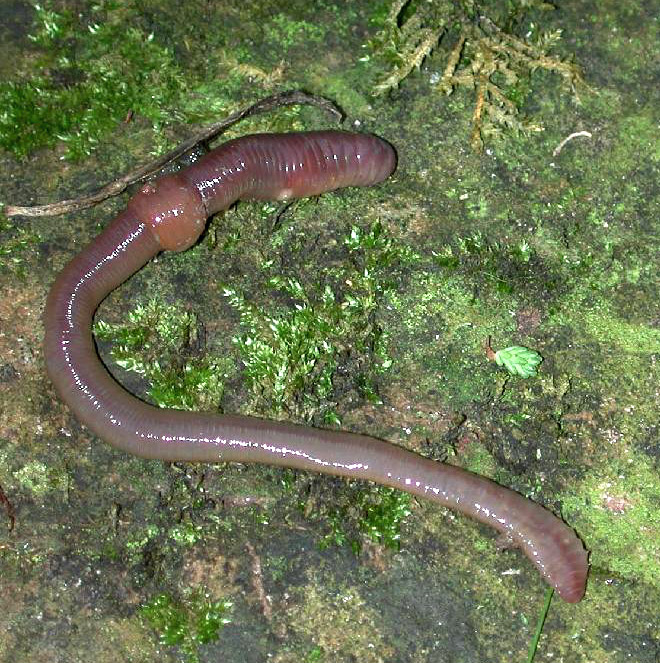
지렁이의 하나인 이슬지렁이(Lumbricus terrestris)

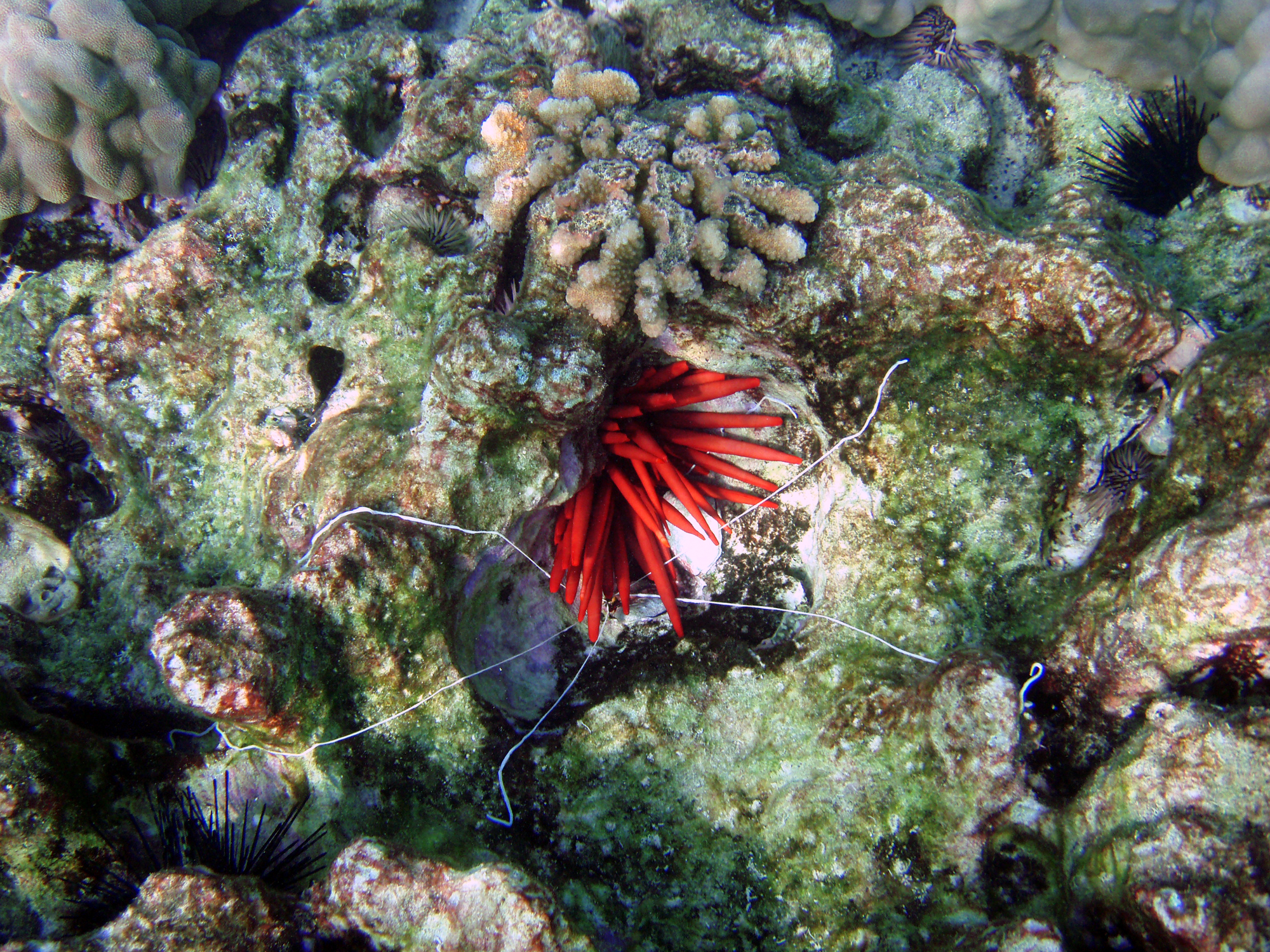
스파게티 벌레(Loimia medusa)의 흰 촉수

벌레는 길고 원통형의 관 모양 몸체를 가지고 있고, 일반적으로 팔다리가 없으며 대개 눈도 없는 멀리 떨어진 여러 좌우대칭동물이다.
벌레는 크기가 현미경적 크기부터 해양 다모류 벌레(털벌레)의 경우 1 미터 (3.3 ft) 이상, 아프리카 거대 지렁이(Microchaetus rappi)의 경우 6.7 미터 (22 ft), 해양 유형동물 벌레(부츠끈 벌레)인 리본벌레(Lineus longissimus)의 경우 58 미터 (190 ft)에 이른다. 다양한 종류의 벌레가 다른 동물의 몸 안에 살면서 소수의 기생 (생물학)적 틈새를 차지하고 있다. 자유생활을 하는 벌레 종은 땅에 살지 않고 해양 또는 민물 환경이나 땅속을 파고 들어가 살고 있다.
생물학에서 "벌레"의 영단어 "worm"은 칼 폰 린네와 장바티스트 라마르크가 모든 비-절지동물 무척추동물을 일컫는 데 사용했던 구식 분류군인 연충류를 지칭하며, 현재는 측계통군으로 간주된다. 이 이름은 고대 영어 단어인 wyrm에서 유래했다. "worm"이라고 불리는 대부분의 동물은 무척추동물이지만, 이 용어는 양서류 무족영원목과 다리 없는 땅속에 사는 도마뱀아목인 느림보도마뱀(Anguis fragilis)에게도 사용된다. 일반적으로 "worm"이라고 불리는 무척추동물에는 환형동물, 선형동물, 편형동물, 유형동물, 모악동물, 새예동물, 그리고 그럽과 구더기와 같은 곤충 유생이 포함된다.
"헬민트"라는 용어는 때때로 기생성 벌레를 지칭하는 데 사용된다. 이 용어는 의학에서 더 흔히 사용되며, 일반적으로 선충과 촌충을 지칭한다.

## 역사

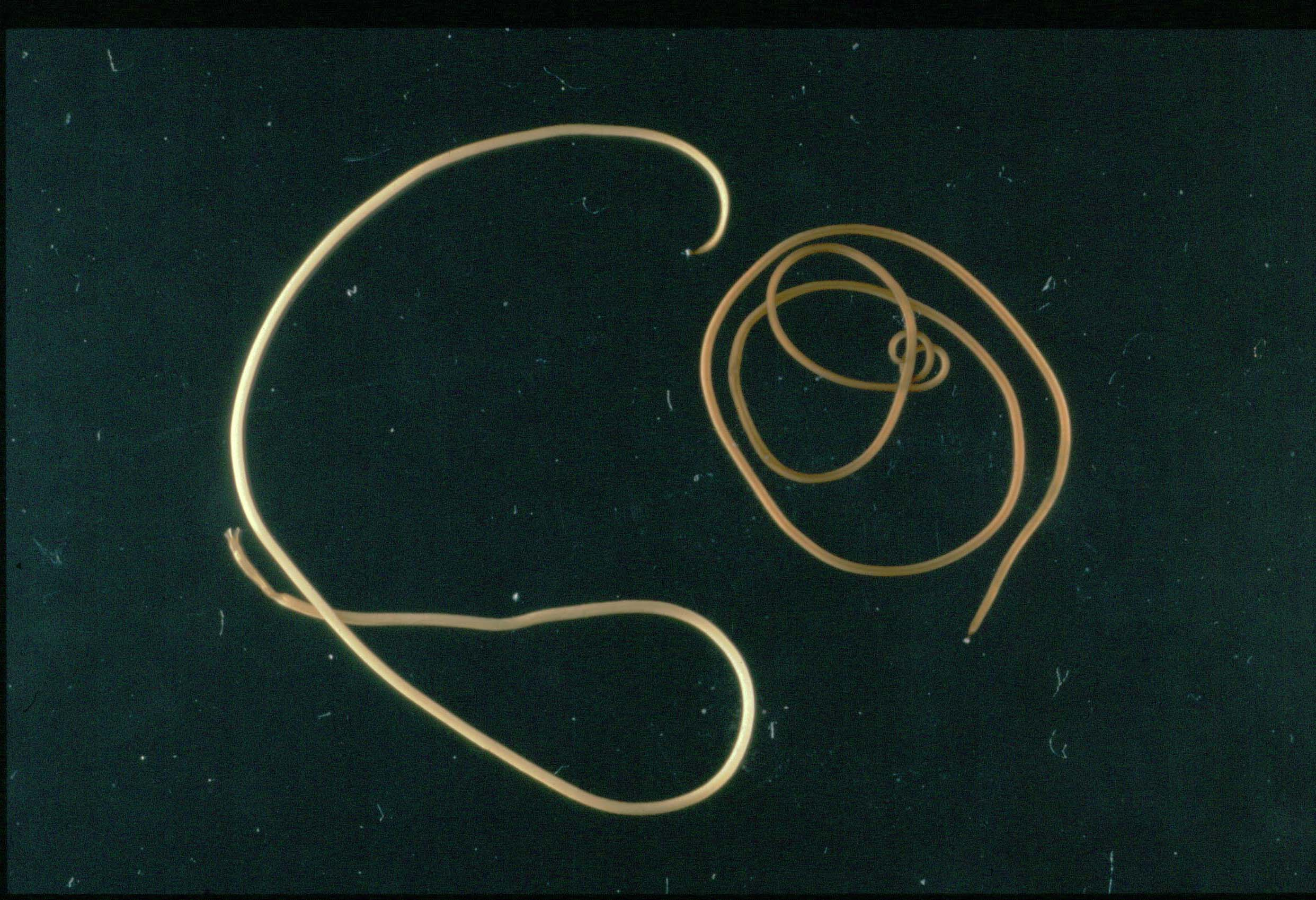
유선형동물(Paragordius tricuspidatus)

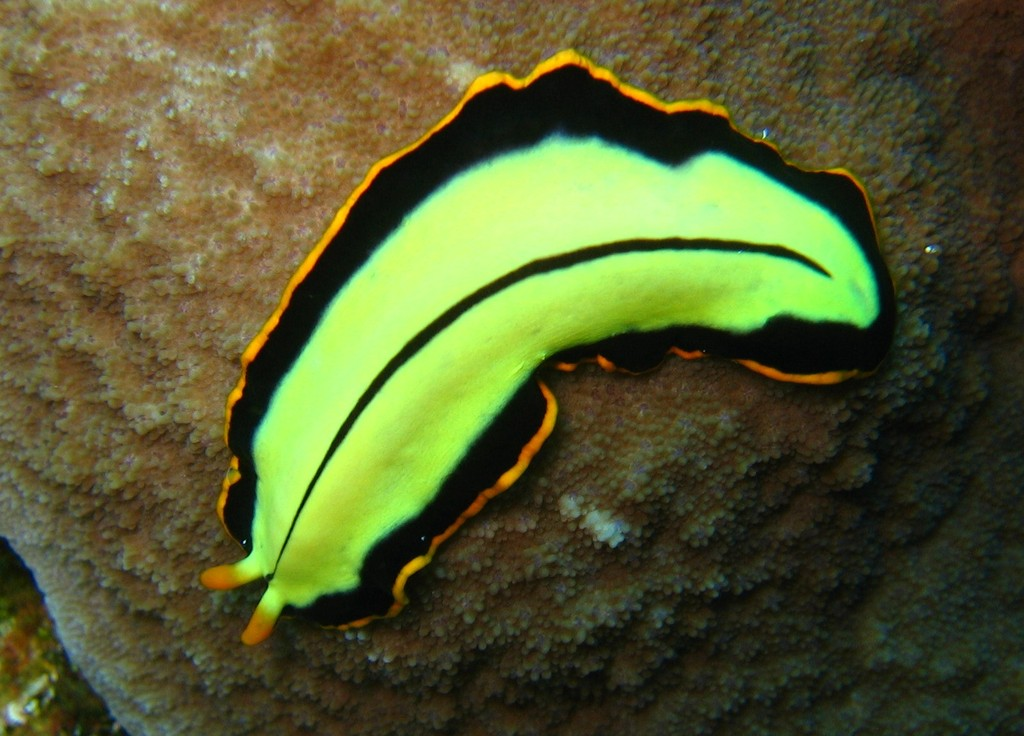
편형동물(Pseudoceros dimidiatus)

분류학에서 "벌레"는 칼 폰 린네와 장바티스트 라마르크가 모든 비-절지동물 무척추동물을 일컫는 데 사용했던 구식 분류군인 연충류를 지칭하며, 현재는 다계통군으로 간주된다. 1758년 린네는 그의 저서 자연의 체계에서 최초의 계층 분류를 만들었다. 그의 원래 분류 체계에서 동물은 세 가지 왕국 중 하나였으며, 연충류, 곤충, 어류, 양서류, 조류, 포유류의 강으로 나뉘었다. 그 이후 마지막 네 가지는 모두 하나의 척삭동물문에 포함되었고, 그의 곤충(갑각류와 거미류를 포함)과 연충류는 이름이 바뀌거나 분할되었다. 이 과정은 1793년 라마르크에 의해 시작되었는데, 그는 연충류를 une espèce de chaos (일종의 혼돈)이라고 불렀고<Efn|une espèce de 접두사는 경멸적이다.}} 이 그룹을 벌레, 극피동물, 폴립(산호와 해파리를 포함)의 세 가지 새로운 문으로 나눴다. 1809년 그의 저서 동물철학에서 라마르크는 척추동물(여전히 포유류, 조류, 파충류, 어류의 4개 문을 가지고 있었다)과 연체동물을 제외하고 따개비, 환형동물, 갑각류, 거미류, 곤충, 벌레, 방사대칭동물, 폴립, 미소동물의 9개 문을 만들었다. 척삭동물은 조상적으로 놀랍도록 벌레와 비슷하다.

## 비공식적 분류

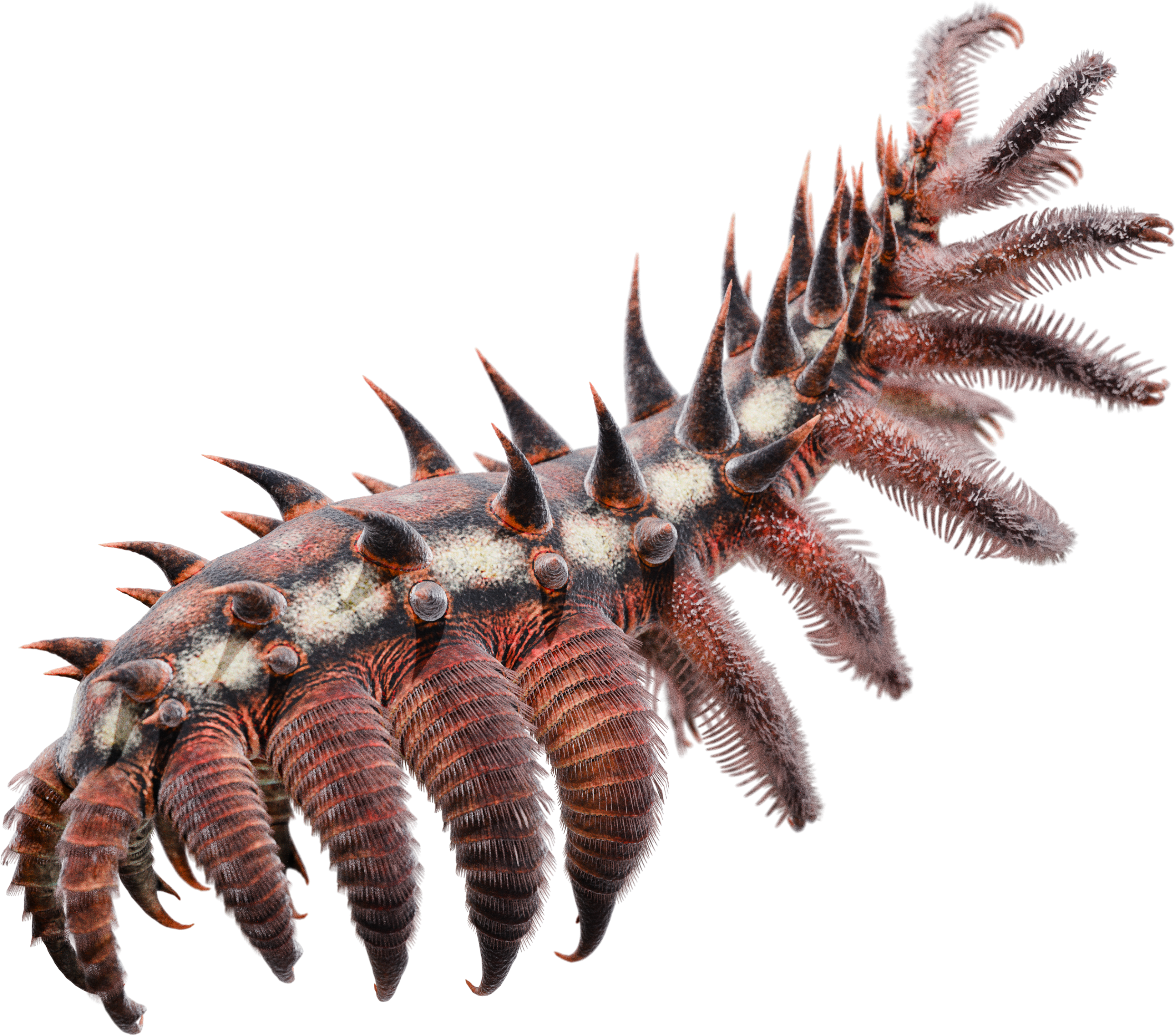
루올리샤니드 엽족동물(Entothyreos)의 재건된 모습

13세기 유럽에서는 벌레가 "뱀, 다양한 환상적인 괴물, 도마뱀, 다양한 양서류"를 포함하는 알을 낳는 생물의 잡다한 종류로 구성된 파충류 범주의 일부로 인식되었으며, 이는 빈센트 드 보베가 그의 자연의 거울에 기록한 바와 같다. 일상 언어에서 벌레라는 용어는 유생, 곤충, 노래기강, 순각류, 선박벌레(테레도 벌레) 또는 장님벌레와 무족영원목과 같은 일부 척추동물(척추가 있는 생물)과 같은 다양한 다른 살아있는 형태에도 적용된다. 벌레에는 여러 그룹이 포함된다. 세 가지 주요 문은 다음과 같다.
- 편형동물, 플라나리아, 조충류, 흡충류를 포함한다. 납작하고 리본 또는 나뭇잎 모양의 몸에 앞쪽에 한 쌍의 눈이 있다. 일부는 기생충이다.

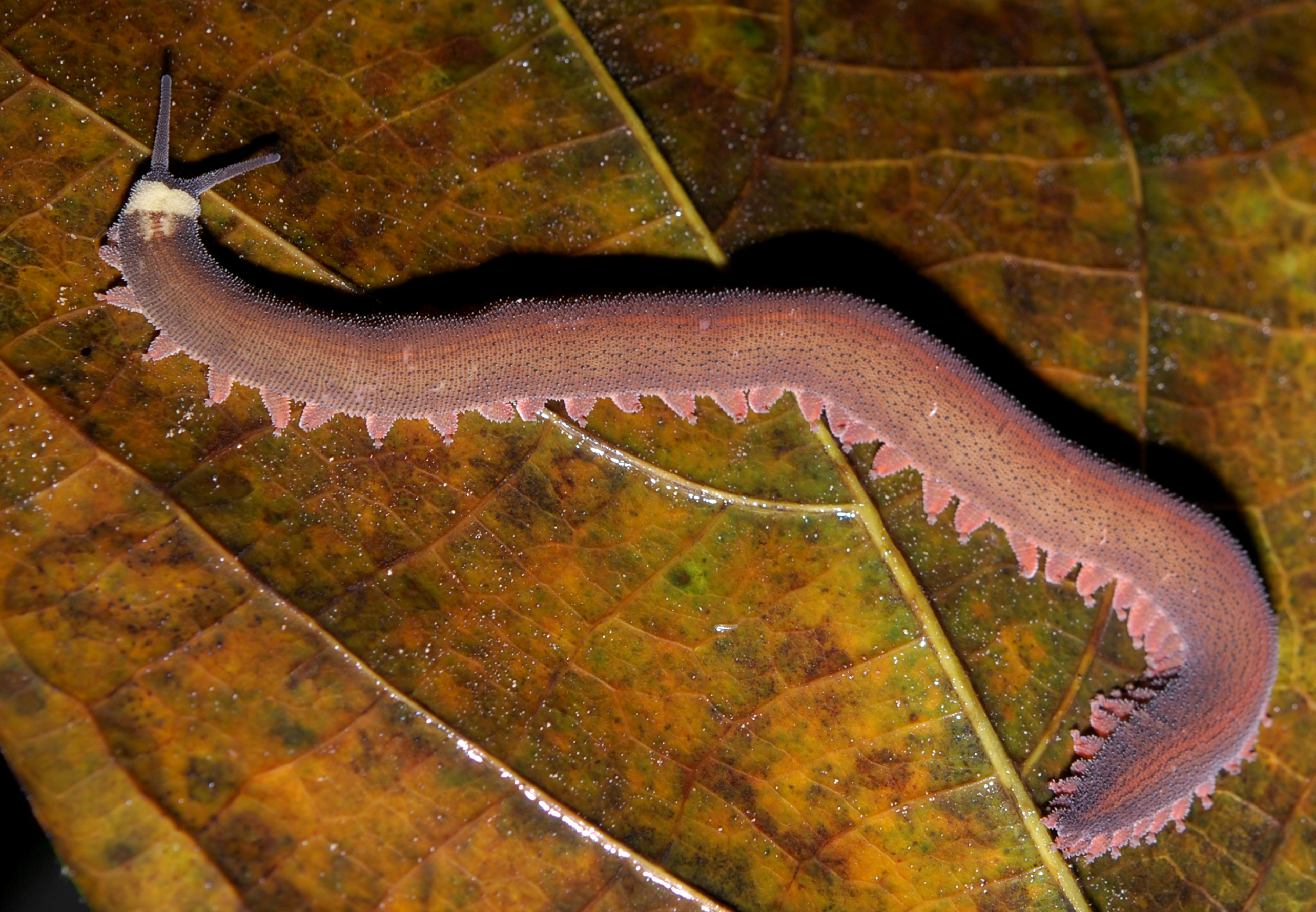
유조동물 종(Oroperipatus)

- 유조동물 종(Oroperipatus) 선형동물, 요충, 십이지장충 및 기타 선형동물을 포함한다. 실벌레는 식초 장어벌레와 같이 현미경으로만 볼 수 있거나 1미터(3피트) 이상 길 수도 있다. 습한 흙, 이끼, 부패하는 물질, 민물 또는 짠물에서 발견된다. 일부 선충은 또한 기생충이다. 예를 들어, 기니아충은 열대 지방에 사는 사람들의 발과 다리 피부 아래로 침투한다.
- 환형동물, 몸이 분절되거나 고리 모양으로 나뉜 분절벌레로 구성된다. 이 벌레들 중에는 지렁이와 바다의 다모류가 있다.

잘 알려진 벌레에는 지렁이와 환형동물 문에 속하는 다른 종들이 있다. 다른 무척추동물 그룹도 특히 구어체로 벌레라고 불릴 수 있다. 특히, 많은 관련 없는 곤충 유생들은 "벌레"라고 불린다. 예를 들어, 철도 벌레, 목재벌레, 반딧불이, 모기유충, 버터벌레, 자나방, 밀웜, 누에, 털벌레 등이 있다.
벌레는 또한 의학 용어에서 기생충을 지칭할 때, 특히 선형동물과 조충류를 지칭할 때 헬민트라고 불리기도 한다. 따라서 "헬민트학"은 기생충에 대한 연구이다. 사람이나 개 또는 말과 같은 동물이 "벌레가 있다"고 말할 때, 그것은 기생충, 일반적으로 선형동물 또는 촌충에 감염되었다는 것을 의미한다. 구충은 구충제를 투여하여 사람이나 동물에 감염된 벌레를 죽이는 방법이다.
"링웜"은 전혀 벌레가 아니라 피부 곰팡이이다.
엽족동물은 캄브리아기부터 석탄기까지 존재했던 멸종된 범절지동물의 비공식적인 집단으로, 짧은 엽족 형태의 다리를 가지고 있었음에도 불구하고 종종 벌레 또는 "벌레와 유사한 동물"이라고 불린다. 마찬가지로, 현존하는 유조동물은 짧은 다리를 가지고 있음에도 불구하고 때때로 벨벳 벌레라고 불린다.

## 사회와 문화
위름(wyrm)은 고대 영어에서 육식성 파충류("뱀")와 신화 속 드래곤을 의미하는 용어였다. "벌레"는 또한 겁 많고 약하거나 가련한 사람을 묘사하는 경멸적인 별명으로 사용되기도 했다.
벌레는 또한 영양분이 풍부한 지렁이분 퇴비 생산을 위해 사육될 수도 있다.

## 같이 보기
- 곤충
- 애벌레